# Кралят на шаманите
„Кралят на шаманите“ (на английски: Shaman King) е японски анимационен сериал. Излиза от 2001 до 2002 г. в два сезона по 32 епизода, общо 64 епизода. Има и американски вариант, който се излъчва в България. Разликите са главно в имената на героите.

## Герои
- Йо Асакура – главният герой във филма. Мързеливо 13-годишно момче, което е спокойно и в много екстремни ситуации. Иска да живее лек живот и вярва, че ако стане кралят на шаманите, ще успее да сбъдне мечтата си. Неговата приятелка Анна го тренира жестоко, за да го подготви за състезанието. Духът пазител на Йо е Амидамару, самурай, живял преди 600 години. Най-добрият приятел на Йо е Морти (Манта в японския вариант). Йо има леко дълга, кафява коса и кафяви очи. Обича да слуша музика и носи слушалки на главата си. Роден е на 12 май, зодия Телец.

- Зийк Асакура – брат-близнак на Йо. В японския вариант се казва Хао Асакура. Зийк е единственият шаман, успял да овладее всички лъчи на „the Unity star“ и с това е овладял и способността сам да контролира съдбата си. Използвайки тази си сила, той се преражда за трети път и опитва отново да стане крал на шаманите. Основната му цел е да получи силата, идваща с титлата, и да я използва за унищожаването на всички не-шамани и на онези шамани, недостойни според него да живеят в неговия нов свят. Роден е на 12 май, зодия Телец. Неговият дух пазител е Огненият дух. Зийк има последователи, шамани искащи да си осигурят сигурно място в света, който Зийк се опитва да създаде. Истинската му възраст е около 1000 години.

- Анна Киояма – бъдещата съпруга на Йо (аниме версията: когато са били малки Йо има разправа с един дух и Анна го спасява. В замяна иска него и той ѝ казва, че след като стане Крал на шаманите, ще ѝ предложи брак). Първоначално изглежда, че е заедно с Йо единствено заради славата на съпруга на Краля, но впоследствие става ясно, че тя наистина държи на Йо. Крие чувствата си зад маската на безстрашно и нечувствително момиче. Има огърлица от 1080 мъниста, благодарение на която осъществява контакт с духове. Анна е дух медиум, който може да призовава духове, но не и да има дух пазител, затова не участва в турнира за крал на шаманите. Смята се, че тя е оригиналната майка на Зик отпреди 1000 години. Още се казва, че Зийк я харесва, но когато той ѝ го казва, тя го удря. Родена е на 22 септември, зодия Дева.

- Морти – най-добрият приятел на Йо. Морти е интелигентно момче. Той е много нисък. Името му в японския вариант е Манта Оямада. Той не е шаман, но може да вижда духове. Лесно изпада в паника. Роден е на 5 септември, също зодия Дева. Въпреки че първоначално не е шаман, в края на втория сезон той успява да използва духа на Мосуке (приятеля на Амидамару), за да се спаси от опасност. По-късно (във финалния сезон) той се обединява отново с Мосуке (останал в лаптопа на Морти), за да помогне на останалите да се обединят и победят Зийк.

- Лен Тао – произхожда от старинната китайска фамилия Тао. Името му в японското аниме е Рен Тао. Той е сериозно, логически мислещо и лесно ядосващо се 13-годишно момче. Лен обожава мляко, фитнес и числото 3. Запазената му марка е неговата прическа, която има остро рогче, което се уголемява, когато Лен се ядоса. Преди да се запознае с Йо, Лен мрази хората и има проблеми с нервите. Но след като двете момчета се запознават, Лен вижда, че може да съществува истинско приятелство и опитва да изкорени омразата в себе си. Неговият духпазител е Басон – 500-годишен китайски генерал. Роден е на 31 декември, зодия Козирог.

- Трей – идва от северната част на остров Хокайдо. В японския филм се казва Хорокеу Усуи (или Хоро Хоро). Трей лесно се провокира и бързо може да се ядоса или обратното – да се развесели. Неговият дух пазител е Кори. Сестрата на Трей, Пилика, го тренира здраво, точно както Анна тренира Йо. Той е на 13 години. На японски името му звучи смешно и затова търпи много подигравки. Роден на 27 ноември, зодия Стрелец

- Амидамару – духът пазител на Йо, живял преди 600 години. Бил е убит на 26 години, заради едно корумпирано правителство. Амидамару е най-добрият приятел на Мосуке. Роден е на 6 януари, зодия Козирог.

- Басон – духът пазител на Лен, единственото което се знае за него е, че в миналото е бил важен пазител на фамилията Тао. Басон се държи много уважително и подчинително към Лен.

- Мосуке – приятел на Амидамару от детството. Заедно те са живели и са си помагали. Мосуке става майстор на мечове и прави първия и последния меч (меча на светлината) на Амидамару.

- Огнения Дух – един от петте натурални елемента и една наистина могъща същина. Преди 500 години е бил покорен от Зийк и оттогава му служи вярно.

- Ли Пай Лонг – бил е актьор, специалист в бойните изкуства. Известен с това, че в неговите филми са използвани специални ефекти в сцените, но починал при много странни обстоятелства. Бил е атакуван от династията Тао, за да бъде даден на Джун Тао (сестра на Лен) да се упражнява за „доши“.

- Джун Тао – по-голямата сестра на Лен. Тя е „доши“ – човек, които може да контролира зомбита, благодарение на специални талисмани, наречени „Приестс“. Нейният дух пазител е Ли Паи Лонг. Джун е на 19 години, родена е на 10 октомври, зодия Везни.

- Лайсърг Диесел – идва от Англия. Родителите му са били убити от Зийк, поради отказ да се присъединят към неговата група. Затова Лайсърг по принуда става Шаман. За да отмъсти за родителите си, той се присъединява кам Групата на Екс Лоус. Неговият дух пазител е малката цветна фея – Морфин в оригинал и Клоуи в английската версия.

- Клоуи – духът пазител на Лаисърг. Тя е горски дух – фея. Когато Лаизърг атакува със своя кристал, Клоуи влиза в него, за да го управлява. Единственият начин да бъде спряна е да бъде затворена в клетката преди Лайзърг да я освободи с неговите радиални умения. Не може да говори, но се притеснява много за него.

- Джоко – в японската версия се казва Чоколов. Той е човек, който много се шегува и иска да спечели турнира, защото иска да разнесе „Вятъра на Смеха“ из света. Мечтата му е да стане най-добрия комик в света, но само Пилика и Тмра се смеят на вицовете му. Присъединява се към групата на Йо, но когато разбират, че в група трябва да са по трима, отива в група с Лен и Трей. Неговият дух пазител е Мик.

- Пилика Рейсър – по-малката сестра на Трей и също като него е от расата на Айну. Пътува с брат си из Япония, искайки също като него да спасят всички растения, където малките минутианци могат да живеят. В началото Пилика мрази Йо и приятелите му, защото ги приема като съперници, но след като ги опознава става приятелка с тях. Може да прилича на симпатична и малка и да е единствената, която се смее на вицовете на Джоко, но всъщност тя може да бъде строга и да подлага Трей на силни тренировки. Родена е на 9 февруари, зодия Водолей.

- Фауст VIII – шаман некромант. Роден е в Германия. Още от малък познава Илайза, която е в болницата на баща му поради неизлечима болест. С течение на времето Фауст открива начин да спаси Илайза и след това двамата се женят. Един ден обаче Фауст е извън града и щом се връща заварва Илайза мъртва. Той иска да стане крал на шаманите, за да съживи любимата си.

- Илайза – любимата на Фауст. Още от малка го познава и е била единствената, която е разговаряла с него. По-късно двамата се женят, но един ден когато Фауст е бил извън града, бандити са нахлули в къщата им, където Илайза е била сама. Сега тя е дух пазител на Фауст, но за разлика от другите духове, не говори по време на цялото аниме. Казала е само едно изречение – „Ще се бия с теб до края на света, моя любов!“.

## Сюжет
Шаман е човек, който може да вижда и разговаря с духове. Шаманът може да осъществява специален контакт с духа и дори да става едно цяло с него, като по този начин шаманът може да използва силата и способностите на духа си пазител. В анимацията се разказва за голям турнир, чийто победител става крал на шаманите. В тази надпревара участниците се бият помежду си, използвайки духовен контрол под различни форми: духовно единство, духовен контрол, гигантски духовен контрол, двоен медиум и др. Всеки един състезател има свой дух пазител. Състезанието се провежда в Северна Америка, като участват шамани от цял свят.

### Техники
- 1-во ниво – Духовно Сливане. При него шаманът вкарва духа пазител в него. При това техните съзнания се сливат и правят еднакви движения.

- 2-ро ниво – Дух Контрол. При него шаманът слага духа пазител в предмет и от там го контролира.

- 3-то ниво – Двоен контрол на духа. При него шаманът слага духа пазител в 2 предмета.

## В България
В България анимацията първоначално се излъчва през 2003 – 2004 г. по bTV всеки делник от 15.30 ч. като част от блока Fox Kids. В озвучаващия състав участват Ася Рачева и Константин Каракостов.
По-късно започва излъчване по Jetix. Дублажът е на Медиа Линк. Ролите се озвучават от Мими Йорданова, Мартин Герасков, Росен Плосков и Цанко Тасев.

## Списък с епизоди
- Премиера в България
  - Първи сезон – 7 ноември 2005
  - Втори сезон – 6 март 2006

| Премиера    | N/о | Английско заглавие      |
| ----------- | --- | ----------------------- |
| Първи сезон |     |                         |
| 07.11.2005  | 01  | Yoh, Morty!             |
| 08.11.2005  | 02  | Guardian Ghost          |
| 09.11.2005  | 03  | Lenny                   |
| 10.11.2005  | 04  | Perfect Unity           |
| 11.11.2005  | 05  | A New Order             |
| 12.11.2005  | 06  | The Kung-Fu Master      |
| 13.11.2005  | 07  | Pai Longs Attacks!      |
| 14.11.2005  | 08  | The Rio Deal            |
| 15.11.2005  | 09  | Northern Boarder        |
| 16.11.2005  | 10  | The Infamous Tokageroh  |
| 17.11.2005  | 11  | Vendetta                |
| 18.11.2005  | 12  | A New Shaman            |
| 19.11.2005  | 13  | The Destiny Star        |
| 20.11.2005  | 14  | The Shaman Fight        |
| 21.11.2005  | 15  | Faust VIII              |
| 22.11.2005  | 16  | A Rain of the Bones     |
| 23.11.2005  | 17  | Road Trip               |
| 24.11.2005  | 18  | The Tunnel of Tartarus  |
| 25.11.2005  | 19  | Yoh vs. Lenny           |
| 26.11.2005  | 20  | One, Two, Three, Draw   |
| 27.11.2005  | 21  | A Call to Adventure     |
| 28.11.2005  | 22  | The Dynasty Challenged  |
| 29.11.2005  | 23  | The Dynasty Fight       |
| 30.11.2005  | 24  | A New Dynasty           |
| 01.12.2005  | 25  | Shaman Journey          |
| 02.12.2005  | 26  | The Second Round Begins |
| 03.12.2005  | 27  | The Dowser              |
| 04.12.2005  | 28  | Lost Boy Found          |
| 05.12.2005  | 29  | The Nature of Nature    |
| 06.12.2005  | 30  | Oracle Bell Down        |
| 07.12.2005  | 31  | Ghost Town              |
| 08.12.2005  | 32  | A Very Trey Day         |
| Втори сезон |     |                         |
| 06.03.2006  | 01  | Zeke Attack             |
| 07.03.2006  | 02  | The Great Western Spa   |
| 08.03.2006  | 03  | Vampire Ambush          |
| 09.03.2006  | 04  | Winged Destroyers       |
| 10.03.2006  | 05  | Punch Line              |
| 11.03.2006  | 06  | Five Great Chiefs       |
| 12.03.2006  | 07  | Goth Assault            |
| 13.03.2006  | 08  | A Touch of Evil         |
| 14.03.2006  | 09  | Goth Rematch            |
| 15.03.2006  | 10  | The Double Medium       |
| 16.03.2006  | 11  | Lyserg Lost             |
| 17.03.2006  | 12  | The Ice Team Cometh     |
| 18.03.2006  | 13  | Dobie Village or Bust   |
| 19.03.2006  | 14  | Family Feud             |
| 20.03.2006  | 15  | Sand Storm              |
| 21.03.2006  | 16  | The Prophecy            |
| 22.03.2006  | 17  | Gladiators              |
| 23.03.2006  | 18  | Heart of Darkness       |
| 24.03.2006  | 19  | Spirit Busters          |
| 25.03.2006  | 20  | The Way of the Rice     |
| 26.03.2006  | 21  | Double Jeopardy         |
| 27.03.2006  | 22  | X-Caliber               |
| 28.03.2006  | 23  | Bait and Switch         |
| 29.03.2006  | 24  | The Door of Babylon     |
| 30.03.2006  | 25  | Secret Path             |
| 31.03.2006  | 26  | The Forbidden Forest    |
| 01.04.2006  | 27  | The Forbidden Forest    |
| 02.04.2006  | 28  | Unity                   |
| 03.04.2006  | 29  | Yoh and Goodbye         |
| 04.04.2006  | 30  | Rage and Furyoku        |
| 05.04.2006  | 31  | The King is Dead        |
| 06.04.2006  | 32  | Long Live the King      |